# 粉骨砕身
粉骨砕身（ふんこつさいしん）は唐の時代の中国からの熟語。

## 概要
身を粉にして、身を砕くということである。このことから転じて、力の限り努力したり、一生懸命働くという意味でこの言葉が用いられる。

### 由来
この言葉の由来は、唐の時代の禅僧による著書である『禅林類纂』からである。この著書には、釈迦の説法には一句だけで百億年の修行を超えるほどの価値がある。私は粉骨砕身で供養をしているものの、まだ釈迦のご恩には報いることはできていないということが述べられていた。
唐の時代の中国の永嘉玄覚による証道歌では、粉骨砕身であっても未だ報いるには足りないというような教えを詠っているものがある。